# Dopis psaný španělsky
Dopis psaný španělsky je název třetí části volné komediální televizní trilogie režiséra Františka Filipa o trampotách dvou osiřelých sourozenců, Alenky a Zbyňka Kučerových, které si zahráli Ivana Andrlová a Jaromír Hanzlík.

## Obsazení
| Jaromír Hanzlík   | Zbyněk Kučera                        |
| Ivana Andrlová    | Alenka Kučerová                      |
| Daniela Kolářová  | Kateřina Kučerová                    |
| Petr Oliva        | Vitásek, Zbyňkův kolega              |
| Čestmír Řanda ml. | Viktor Mázl, Alenin spolužák         |
| David Prachař     | opravář Emil, Alenin kamarád         |
| Karel Vlček       | Petr, Alenin přítel                  |
| Ludmila Píchová   | sousedka Nováková                    |
| Libuše Havelková  | učitelka Jandová, Alenina třídní     |
| Jana Leichtová    | Soňa, Vitáskova přítelkyně           |
| Karel Hovorka     | Vondra, otec Aleniny spolužačky      |
| Libuše Štědrá     | Suchardová, matka Aleniny spolužačky |

## Tvůrci a štáb
- Režie: František Filip
- Dramaturgie: Ondřej Vogeltanz
- Scénář: Vojtěch Měšťan
- Hlavní kameraman: Vladimír Opletal
- Hudba: Jiří Malásek, Jiří Bažant
- Zvuk: Jiří Urban
- Střih: Marie Pačajová
- Vedoucí výrobního štábu: Ivo Mathé
- Výtvarník scény: Jan Zázvorka
- Výtvarník kostýmů: Lída Novotná
- Kameramani: Stanislav Benc, Ivan Rybák, Miroslav Řezníček
- Maskéři: Milan Sklenář, Eva Šidlíková
- Pomocná režie: Miloš Novotný
- Asistent režie: Anna Pevná
- Fotoreportér: Vlasta Gronská

## Technické údaje
- Premiéra: 26. prosinec 1980 (I. program Československé televize)
- Výroba: Československá televize Praha, Hlavní redakce dramatického vysílání, © 1980
- Barva: barevný
- Jazyk: čeština
- Délka: cca 64 minut